# Chengam
Chengam là một thị xã panchayat của quận Tiruvanamalai thuộc bang Tamil Nadu, Ấn Độ.

## Địa lý
Chengam có vị trí 12°18′B 78°48′Đ / 12,3°B 78,8°Đ Nó có độ cao trung bình là 272 mét (892 foot).

## Nhân khẩu
Theo điều tra dân số năm 2001 của Ấn Độ, Chengam có dân số 23.200 người. Phái nam chiếm 50% tổng số dân và phái nữ chiếm 50%. Chengam có tỷ lệ 65% biết đọc biết viết, cao hơn tỷ lệ trung bình toàn quốc là 59,5%: tỷ lệ cho phái nam là 72%, và tỷ lệ cho phái nữ là 58%. Tại Chengam, 12% dân số nhỏ hơn 6 tuổi.